# Frédéric Boilet
Frédéric Boilet (nació el 6 de enero del 1960, en Épinal, Francia) es un historietista y mangaka francés.

## Biografía
Frédéric Boilet debutó en el arte del cómic en 1983 con La Nuit des Archées.
Creó Le Rayon vert en 1987, seguido por 36 15 Alexia en 1990, dos álbumes en los que experimentó con un método de trabajo, que hoy en día sigue siendo único, recurriendo de modo exclusivo a fotografías y vídeo. 
Su encuentro con Benoît Peeters en 1990 hizo que su trabajo diera un giro hacia historias semiautobiográficas teñidas de humor: Love Hotel (1993), Tôkyô est mon jardin (1997) y Demi-tour (1997).
Hoy en día, Frédéric Boilet vive en Japón en donde su trabajo Tôkyô est mon jardin fue traducido en 1998 y Demi-tour al año siguiente. Empezó a hacer trabajos para revistas de manga a finales de los noventa, convirtiéndose en un raro ejemplo de historietista occidental con cierto éxito en el mercado japonés.
En 2001, en la conmemoración de la publicación simultánea en Francia y Japón de Yukiko's Spinach crítico aclamado, Boilet lanzó el movimiento de La nouvelle manga en Tokio, que buscaba combinar el sofisticado manga de la vida cotidiana, y el estilo artístico de las historietas franco-belgas.
En 2003 publica en Francia y Japón el álbum Mariko Parade, en colaboración con la mangaka Kan Takahama.

### En inglés
- Yukiko's Spinach (Fanfare / Ponent Mon, 2003)
- Mariko Parade - with Kan Takahama (Fanfare / Ponent Mon, 2004)

### En francés
- La Nuit des Archées - with Guy Deffeyes (Bayard Presse, 1983)
- Les Veines de l'Occident Vol. 1, la Fille des Ibères - with René Durand (Glénat, 1985)
- Les Veines de l'Occident Vol. 2, le Cheval-démon - with René Durand (Glénat, 1988)
- Le Rayon vert (Magic Strip, 1987)
- 36 15 Alexia (Les Humanoïdes Associés, 1990 / Ego comme X, 2004)
- Love Hotel - with Benoît Peeters and Jirō Taniguchi (Casterman, 1993 / Ego comme X, 2005)
- Tôkyô est mon jardin (Casterman, 1997, 2003)
- Demi-tour - with Benoît Peeters and Emmanuel Guibert (Dupuis, 1997)
- L'Épinard de Yukiko (Ego comme X, 2001)
- Mariko Parade - with Kan Takahama (Casterman, 2003)
- L'Apprenti Japonais (Les Impressions Nouvelles, 2006)

### En japonés
- 「東京は僕の庭」(Tôkyô wa boku no niwa) - with Benoît Peeters and Jirō Taniguchi (Kôrinsha, 1998)
- 「恋愛漫画ができるまで」(Ren'ai manga ga dekiru made) - with Benoît Peeters and Emmanuel Guibert (Bijutsu Shuppansha, 1999)
- 「ゆき子のホウレン草」(Yukiko no hôrensô) (Ohta Shuppan, 2001)
- 「まり子パラード」(Mariko Parade) - with Kan Takahama (Ohta Shuppan, 2003)